# Marea Insulă a Războiului
Marea Insulă a Războiului (în sârbă: Велико ратно острво, Veliko ratno ostrvo) este o insulă din Belgrad, Serbia. Se află la confluența Dunării cu râul Sava. Vara este pus timpuriu un pod care leagă suburbia Zemun cu insula.

## Nume
Numele insulei provine de la importanța strategică în războaie pe care a avut-o insula de-a lungul timpului.

## Caracteristici
Insula face parte din programul IBA (Important Bird and Biodiversity Area). Marea Insulă a Războiului face parte, de asemenea, din Rețeaua de Smarald, care este rețeaua ecologică europeană pentru prezervarea florei și faunei sălbatice și habitatele lor naturale din Europa.
Cea mai mare parte a insulei este acoperită de păduri, care în unele locuri sunt de netrecut. În centrul insulei se află un lac lung care a rămas după o cădere de apă care a fost pe insulă și care împărțea insula în două. Pajiștile de pe insulă sunt pline de ierburi medicinale.
Insula este un adăpost pentru aproape 200 de specii de păsări.

## Zonă protejată
Proprietatea naturală Marea Insulă a Războiului, care este formată din cele două insule (Marea Insulă a Războiului și Mica Insulă a Războiului), a fost declarată zonă de merit excepțional din 8 aprilie 2005. Se află sub conducerea Societății de Utilități Publice Zelenilo-Belgrad și Administrația comunei Zemun. Decizia privind protejarea zonei a fost luată de Adunarea orașului Belgrad la propunerea Secretariatului pentru Protecția Mediului. Activul natural protejat Marea Insulă a Războiului este format din două insule, Marea Insulă a Războiului și Mica Insulă a Războiului. Apele insulei au fost declarate zonă naturală de reproducere a peștilor din zonele de pescuit „Dunărea III” și „Sava II”.
Împreună cu Mica Insulă a Războiului, Marea Insulă a Războiului a fost plasată sub protecție pentru păstrarea caracteristicilor peisajului pitoresc și a valorilor peisajului primar netulburat de o importanță excepțională pentru conservarea habitatelor, a rarităților naturale, a păsărilor rare și pe cale de dispariție din zonele umede, cu semnificație ecologică, cultural-istorică și recreativă pentru orașul Belgrad.
Zona protejată are un regim de protecție de nivel 1 și un caracter de rezervație naturală specială și include întreaga Mare Insulă a Războiului, zona de coastă a Marei Insule a Războiului, complexul forestier, zonele umede din cadrul Marei Insule a Războiului și corpurile de apă din jurul Micii Insule a Războiului.